# 日本印度学仏教学会
日本印度学仏教学会（にほんいんどがくぶっきょうがっかい、英名 JAPANESE ASSOCIATION OF INDIAN AND BUDDHIST STUDIES、略称JAIBS）は、印度学及び仏教学の発展を目指すとともに、世界の学者とも連携し、世界文化の進運を目的として1951年に創立された、会員数1,900余名を擁する日本最大の人文社会系学会。
事務局を東京都文京区本郷3-33-5本郷ビル2階に置いている。

## 事業
学術研究・調査、学術情報収集・提供・交換学術大会、講演会・研究集会等の開催、会誌の発行、日本学術会議・日本仏教学会・日本宗教学会、その他学術団体との連絡など。

### 日本印度学仏教学会賞
1958年より、毎年数名の若手研究者に、その研究成果に対して学会賞が贈られる。

### 鈴木学術財団特別賞
1990年より（ -2016）、ほぼ1名の研究者に、その刊行された研究成果に対して鈴木学術財団特別賞が贈られる。

## 会誌
- 『印度學佛教學研究』(1952- )（JOURNAL OF INDIAN AND BUDDHIST STUDIES  略称 印仏研 JIBS）NCID AN00018579[5]